# Partido Democrático Popular do Tajiquistão
O Partido Democrático Popular do Tajiquistão (em tajique: Ҳизби Халқии Демократии Тоҷикистон, abreviado como PDPT), é o principal partido político do Tajiquistão, sendo o partido governante desde 2000. Fundado em 10 de dezembro de 1994 por Abdulmajid Dostiev, o PDPT é liderado por Emomali Rahmon, que também ocupa o cargo de Presidente do país desde 1992. Com sede no Palácio da Unidade, em Dushanbe, o partido domina o cenário político tajique, controlando a maioria dos assentos no Majlisi Namoyandagon, a câmara baixa do parlamento.
O PDPT adota uma ideologia que combina nacionalismo tajique, secularismo, estatismo e traços de autoritarismo, com o objetivo declarado de construir um estado soberano, democrático e socialmente orientado. É conhecido por sua supermaioria no legislativo e por vitórias esmagadoras nas eleições presidenciais, embora haja críticas internacionais sobre a transparência e a competitividade do processo eleitoral no país.

## História
O PDPT foi fundado em 10 de dezembro de 1994 por Abdulmajid Dostiev como Partido Popular do Tajiquistão, sendo renomeado para seu nome atual em 1998. Surgiu no contexto da transição política após a independência do Tajiquistão em 1991 e o fim da Guerra Civil Tajique (1992-1997). Emomali Rahmon assumiu a liderança do partido em abril de 1998, consolidando seu poder tanto no PDPT quanto no governo nacional. Desde 2000, o partido mantém o controle do governo, sendo classificado como o partido dominante em um sistema político de partido único de facto.

## Ideologia
O estatuto do PDPT define como objetivo a criação de um "estado soberano, democrático, secular, socialmente orientado e unitário com uma economia estável", protegendo os interesses dos cidadãos independentemente de sua origem ou crenças. A ideologia do partido é centrada no nacionalismo tajique, promovendo a identidade cultural e a unidade nacional, enquanto mantém uma postura secular em um país de maioria muçulmana. Críticos apontam que, apesar de sua retórica democrática, o PDPT exibe características autoritárias, limitando a oposição e centralizando o poder.

## Atividades
O PDPT publica o jornal Minbari Khalq (Tribuna do Povo), disponível em tajique, russo e uzbeque, com circulação aproximada de 30.000 exemplares por edição, publicado duas vezes por semana. Além disso, edita revistas como Mehvar, ampliando sua influência na mídia. O partido também mantém acordos de cooperação com partidos internacionais, como o Partido Rússia Unida, o Amanat do Cazaquistão, o Partido Novo Azerbaijão e o Partido Comunista da China.

### Eleições
O PDPT tem dominado as eleições no Tajiquistão desde que assumiu o poder em 2000. Nas eleições parlamentares de 2020, conquistou 50,4% dos votos, assegurando 47 dos 63 assentos no Majlisi Namoyandagon. Na eleição presidencial de 2020, Emomali Rahmon foi reeleito com 92,07% dos votos (3.837.927 votos). Nas eleições parlamentares de 2 de março de 2025, o partido obteve 51,9% dos votos no distrito nacional, conquistando 49 assentos (12 por lista proporcional e 37 em distritos uninominais), com uma participação eleitoral de 85,3%.
O sistema eleitoral tajique é misto, com 22 assentos eleitos por representação proporcional (limiar de 5%) e 41 em distritos uninominais. A OSCE cancelou sua missão de observação nas eleições de 2025 devido à falta de garantias para credenciamento de observadores, levantando questões sobre a transparência do processo. A tabela abaixo resume os resultados do PDPT nas eleições parlamentares desde 2010:
| Ano  | % de Votos (Distrito Nacional) | Assentos Totais | Assentos por Lista Proporcional | Assentos Uninominais | Notas                                          |
| ---- | ------------------------------ | --------------- | ------------------------------- | -------------------- | ---------------------------------------------- |
| 2010 | 71,04%                         | 55              | 16                              | 39                   | Supermaioria alcançada; oposição limitada.     |
| 2015 | 65,4%                          | 51              | 16                              | 35                   | Banimento do Partido Islâmico do Renascimento. |
| 2020 | 50,4%                          | 47              | 14                              | 33                   | Primeira eleição sem o Partido Islâmico.       |
| 2025 | 51,9%                          | 49              | 12                              | 37                   | Sem observação da OSCE; alta participação.     |

## Críticas
O PDPT é frequentemente criticado por restringir a oposição e centralizar o poder. Apesar de outros partidos existirem, como o Partido Comunista do Tajiquistão, a competição política é limitada, e o PDPT mantém uma supermaioria consistente. Organizações internacionais, como a OSCE, questionam a legitimidade das eleições devido a irregularidades e falta de pluralismo.